# Planification urbaine
 (mars 2016).
La planification urbaine, ou planification territoriale, est une discipline de l'urbanisme. Elle prévoit et organise à terme — par exemple sur dix ans — pour un plan local d'urbanisme (PLU) en France, ainsi que la façon dont va évoluer le territoire. Ce peut être à une échelle communale — comme pour le PLU — ou à une échelle plus vaste. 
Elle vise à répartir les espaces dédiés à l'urbanisation (immédiate et future), à l'agriculture, à la préservation des espaces remarquables, à celle du patrimoine, etc. Cette planification, de par ses outils, aboutit à des règles pour parvenir au projet urbain ou projet territorial. L'idée est de concilier l'urbanisation avec toutes les autres thématiques d'un territoire (inondations, mouvement de terrain, etc.).

## Utilité de la planification urbaine
Elle permet d'aménager progressivement et d'une manière prévisionnelle une agglomération ou une ville d'une manière durable et inclusive. Elle permet d'anticiper sur l'encombrement et les nuisances diverses liées aux activités urbaines. Elle permet une rationalisation de l'occupation du sol en zones urbaines en respectant les vocations .elle permet d'améliorer le cadre de vie et de réduire les inégalités dans l'accès aux services sociaux de qualité tout facilitant la mobilité.  Elle est indispensable pour une gouvernance territoriale durable. 
Elle demande une approche pluridisciplinaire et interdisciplinaire .